# Rut (nome)
Rut  è un nome proprio di persona italiano femminile.

## Varianti in altre lingue
- Antico slavo ecclesiastico: Рѹѳь (Ruf̀ʹ)[3]
- Basco: Rut
- Catalano: Rut
- Ceco: Růt
- Danese: Ruth[2]
- Ebraico: רוּת (Rut[2], Ruth[4])
- Esperanto: Rut
- Finlandese: Ruut
- Francese: Ruth
- Greco biblico: Ρουθ (Routh)[2]
- Inglese: Ruth[2]
  - Alterati: Ruthie[2], Ruthy
- Latino: Ruth[1][5]
- Ipocoristici: Rue
- Lituano: Rūta[2]
- Norvegese: Ruth[2]
- Olandese: Ruth
- Polacco: Ruta[2]
- Portoghese: Rute[2]
- Russo: Руфь (Ruf')[2]
- Slovacco: Rút
- Spagnolo: Rut[2]
- Svedese: Rut[2], Ruth[2]
- Tedesco: Ruth[2], Rut[2]
- Ucraino: Рут (Rut)
- Ungherese: Rúth

## Origine e diffusione

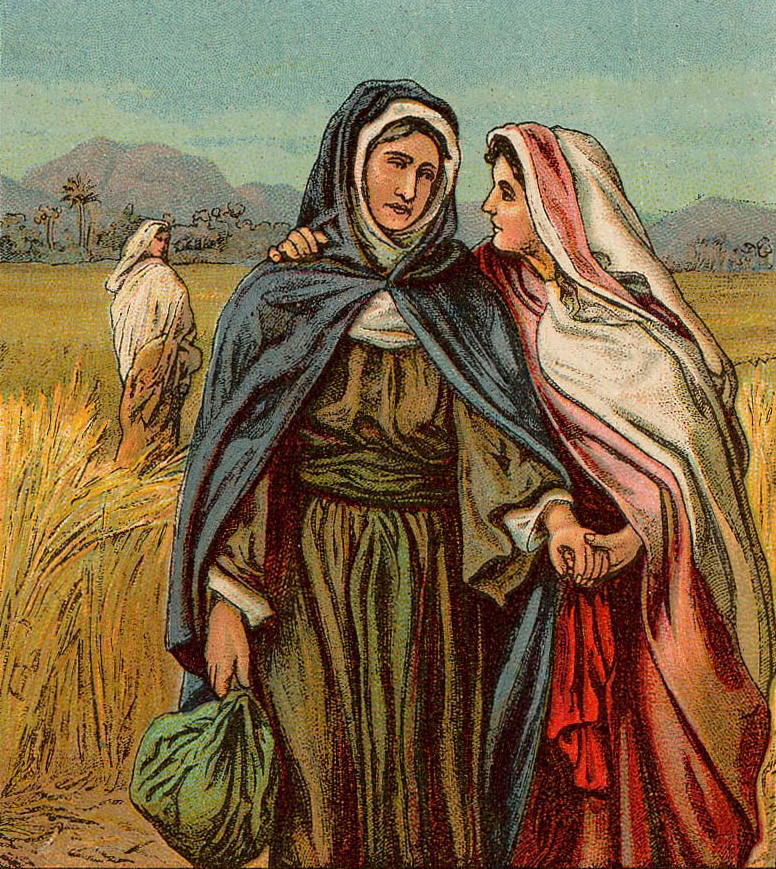
La saggia scelta di Rut, illustrazione di un santino di inizio 1900

Continua il nome ebraico רוּת (Rut), derivato probabilmente dal termine רְעוּת (re'ut), "amica", "compagna", da cui anche il nome Reuel. Per significato, quindi, è affine a nomi quali Amico, Buddy, Emre, Khalil e Anis.
È un nome di tradizione biblica, essendo portato dalla protagonista del Libro di Rut, un'antenata di re Davide; si diffuse in inglese, nella forma Ruth, come nome cristiano dopo la Riforma protestante, e divenne molto celebre negli Stati Uniti alla fine degli anni 1890 dopo che il presidente Cleveland battezzò così sua figlia. Va notato che la forma lituana, Rūta, coincide anche con il termine lituano indicante la ruta, che è un simbolo nazionale della Lituania.

## Onomastico
L'onomastico ricorre in memoria della già citata Rut,  venerata come Santa dalla chiesa cattolica e festeggiata, a seconda delle fonti, il 16 agosto o il 1º novembre.

## Persone
- Rut Brandt, first lady tedesca

### Variante Ruth

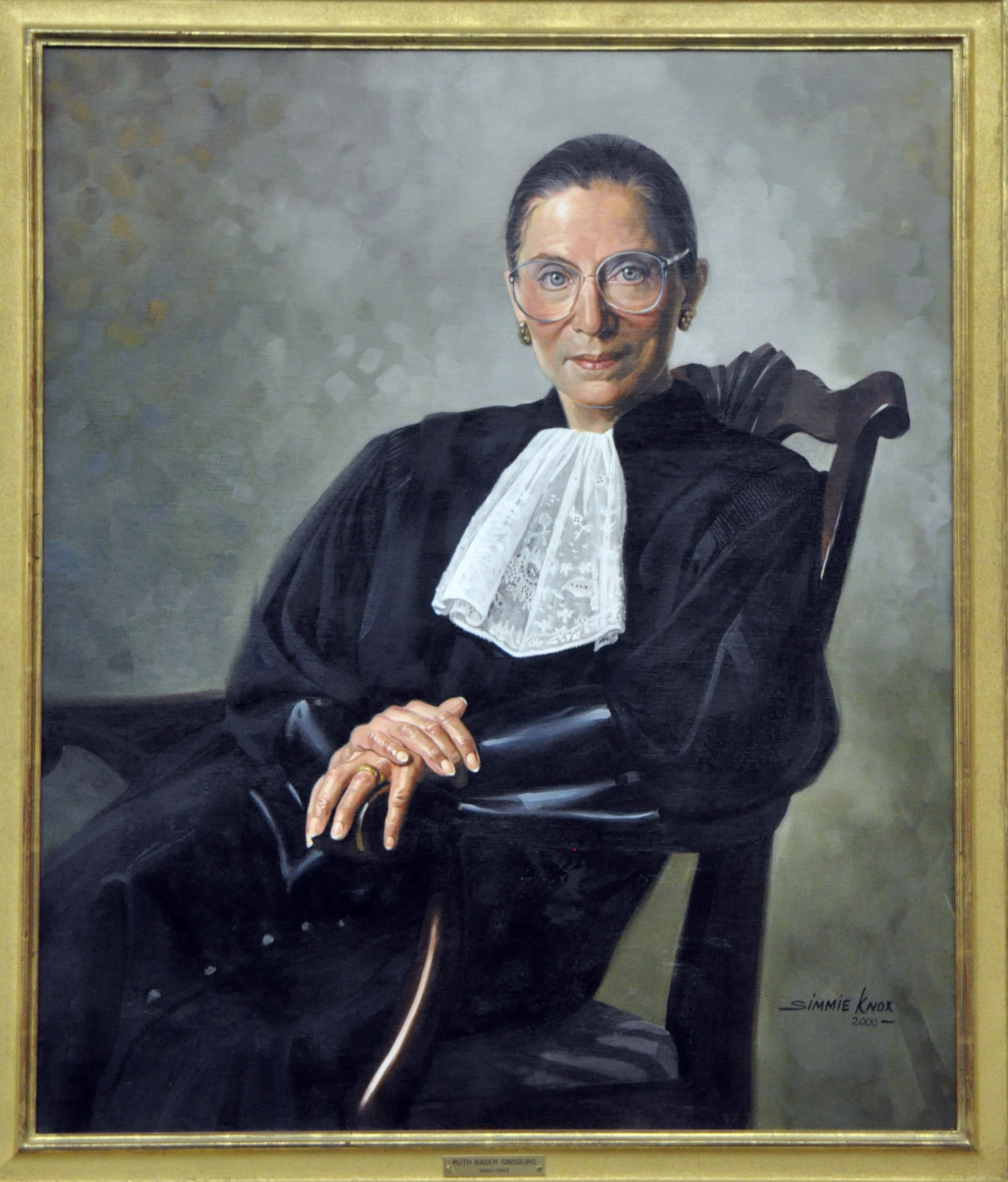
Ruth Bader Ginsburg

- Ruth Bader Ginsburg, magistrato statunitense
- Ruth Becker, una degli ultimi superstiti all'affondamento del Titanic
- Ruth Benedict, antropologa statunitense
- Ruth Brown, cantante e attrice statunitense
- Ruth Chatterton, attrice e sceneggiatrice statunitense
- Ruth Draper, attrice ed intellettuale statunitense
- Ruth Hussey, attrice statunitense
- Ruth Rendell, scrittrice britannica
- Ruth Roland, attrice statunitense
- Ruth St. Denis, ballerina e coreografa statunitense
- Ruth Stonehouse, attrice, regista e sceneggiatrice statunitense

### Altre varianti
- Ruthy Alon, insegnante israeliana
- Ruthie Bolton, cestista e allenatrice di pallacanestro statunitense
- Ruta Gedmintas, attrice britannica
- Ruta Lee, attrice canadese
- Rūta Meilutytė, nuotatrice lituana

## Il nome nelle arti
- Ruth è la protagonista del racconto Il miracolo delle rose, parte delle Moralités légendaires di Jules Laforgue.
- Ruth è un personaggio del romanzo Fine di Fernanda Torres.
- Ruth è la protagonista del film She-Devil - Lei, il diavolo.
- Ruth Aldine, più nota come Blindfold, è un personaggio del fumetti Marvel Comics.
- Ruthie Camden è un personaggio della serie televisiva Settimo cielo.
- Ruth Dewitt Bukater è un personaggio del film del 1997 Titanic, diretto da James Cameron.
- Ruth Forrest è un personaggio del film del 1971 Chi giace nella culla della zia Ruth?, diretto da Curtis Harrington.
- Ruth-Anne Miller è un personaggio della serie televisiva Un medico tra gli orsi.
- Ruth Morse è un personaggio del romanzo di Jack London Martin Eden.
- Ruth Pinch è un personaggio del romanzo di Charles Dickens Martin Chuzzlewit.
- Ruth Powers è un personaggio della serie animata I Simpson.
- Rut Randson è un personaggio dell'universo immaginario di Michel Vaillant.
- Ruta Skadi è un personaggio della trilogia di romanzi Queste oscure materie, scritta da Philip Pullman.
- Ruth Wilcox è un personaggio del romanzo di Edward Morgan Forster Casa Howard, e dell'omonimo film del 1992 da esso tratto, diretto da James Ivory.

## Toponimi
- 798 Ruth è un asteroide della fascia principale, che prende il nome dal personaggio biblico.